# Danza aérea
La Danza Aérea (acrobacia en tela o gimnasia aérea) es resultado de un proceso de transformación de distintas disciplinas artísticas y deportivas que combinan la danza contemporánea con las artes circenses, las acrobacias, el ballet y el teatro, donde el acto o coreografía se complementa con música y los movimientos de los practicantes.
Se realiza principalmente suspendido en el aire, usando comúnmente técnicas de escalada, montañismo y gimnasia. Es una disciplina que exige una relación corporal, mental y espiritual, así como una rigurosa disciplina y constancia, pues combina la estética de la danza con la fuerza física y la preparación mental para su desarrollo, ya que al ejecutarse a grandes alturas requiere un control corporal y mental considerable. Existen miles de variaciones en cuanto a los pasos, coreografías y maneras de subirla.
Dentro de este conjunto de actividades, podemos diferenciar la tela acrobática de la danza vertical. También podemos denominar Danza Aérea a la danza asistida con arneses, aunque no se desarrolle en plano vertical. La tela acrobática aparece en los nuevos espectáculos circenses (véase Circo del Sol); los artistas se encuentran suspendidos en una o más telas, realizando sus movimientos a lo largo de la misma. En cambio, para la danza vertical se suele emplear como escenario una pared o la fachada de un edificio, y los bailarines quedan colgados de una cuerda, anclados al extremo de la misma con un arnés. En cambio, cuando la creatividad del espectáculo juega con los espacios públicos y la arquitectura, podemos hablar de danza urbana.
En esta rama artística se presentan distintas disciplinas o aparatos tales como la tela, la lyra, el trapecio, la gota, el bungee, la danza vertical y muchos otros. Todas estas disciplinas son el resultado de la combinación del circo y las distintas ramas de la danza como el ballet, la danza contemporánea y el baile urbano.

## Historia

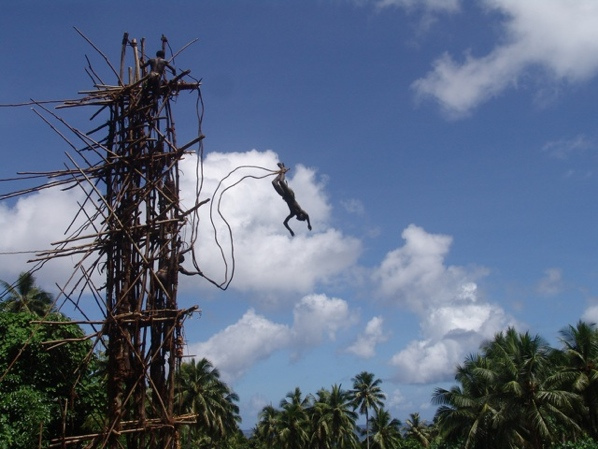
Ritual de Gkol, Isla de Pentecostés

A pesar de ser una de las disciplinas circenses que más auge tiene en la actualidad, aún no existe propiamente un consenso sobre los orígenes de la Danza Aérea, pues es a su vez una de las disciplinas o prácticas aéreas de más reciente creación (años setenta del siglo XX). Sin embargo, se suele aludir (en los escasos materiales que dan cuenta de su historia) a que la mayoría de las artes aéreas modernas proviene de rituales de antiguas culturas. La más documentada de ellas es la que hoy en día se conoce como el Puenting (o salto Bungee), la cual tiene sus orígenes en el ritual de Gkol de la Isla de Pentecostés, que consistía en una ceremonia ritual donde los hombres de la tribu se lanzaban de lo más alto de una torre, asegurados únicamente con lianas entre los pies, hasta que en 1979 el Oxford University's Dangerous Sport Club (Club de deportes extremos de la Universidad de Oxford) lo recreó con materiales modernos, al mismo tiempo que resignificó el papel ritual que tenía hacia una práctica recreativa "extrovertida".
La historia de la Danza Aérea tiene distintas posiciones respecto a sus orígenes, e incluso se suele difundir una historia oral (carente de fundamentos antropológicos) que la sitúa como una práctica inspirada en algunas formas de yoga realizadas a través del uso cuerdas para la presentación de sus posturas. No obstante, las pocas investigaciones al respecto se dividen en dos importantes tendencias: la tradición circense francesa y la transformación de la danza contemporánea.

### La tradición circense francesa
Una de las más importares tendencias que suelen retratarse a la hora de hacer la reconstrucción histórica de la disciplina es la que apela a la evolución del Circo, propiamente en Francia, donde se suele contar que por ser una de las más jóvenes artes aéreas, apareció en una Escuela de Circo francesa en 1959. Como un proyecto final, la escuela asignaría a estudiantes presentar su mejor acto de una manera completamente nueva. Se relata que un estudiante de Cuerda volante (Spanish web) encontró un extraño armado de tela en el lugar de la presentación, presentando su acto completamente sobre estas dando origen así a la disciplina. Más allá de esa fantástica historia podría decirse junto a Julieta Rucq que la acrobacia en tela nació a partir de la evolución del circo.
La acrobacia en tela ha sido creada aparentemente a partir de una evolución de las técnicas de cuerda fija y cuerda volante. Algunos dicen que surge del trapecio tradicional, como una forma de evolución antes incluso de alcanzar el trapecio, utilizándose la cuerda que se usa para subir. Hay quién dice que la tela surge de performances (accidentales o no) de artistas que se colgaban de las cortinas del fondo del escenario en las carpas.
Es interesante destacar que es precisamente Francia, uno de los países en los que más se ha desarrollado la disciplina, que actualmente se considera una más de las artes circenses, e incluso es la Sede de la Federación Europea de Escuelas de Circo Profesional FEDEC (por sus siglas en francés), sin embargo actualmente se desempeña en prácticamente todo el mundo.

## Equipamiento
Al ser una actividad que se realiza a partir de una determinada estructura y materiales especializados, la Danza Aérea tiene requerimientos muy específicos para llevarse a cabo. Que van desde la tela que se utiliza hasta la vestimenta más adecuada para llevarla a cabo, aún si no existe un organismo regulador que delimite los materiales y procesos de conformación de la estructura y la montura de la tela.

### Tela

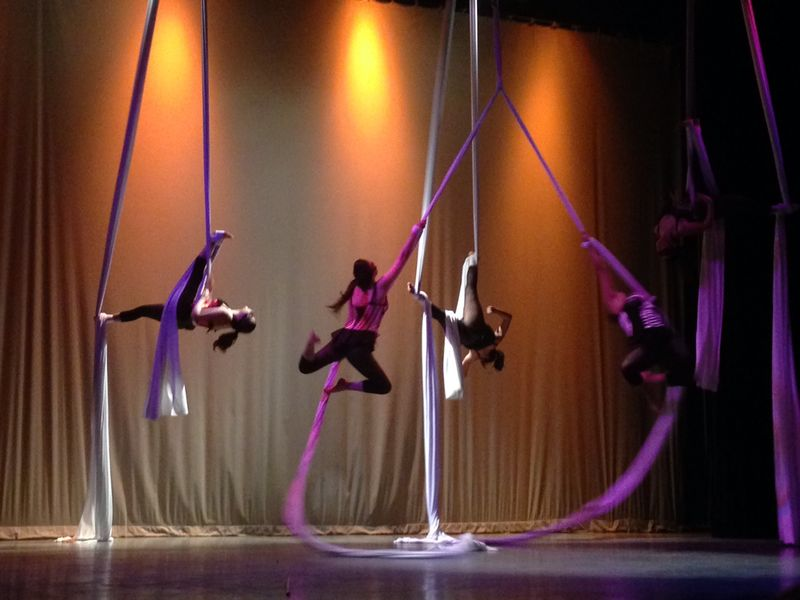
Acrobacia en tela

La tela es el material fundamental para realizar la acrobacia en tela, las cuales deben cumplir ciertos requisitos específicos como ser muy fuertes, con poca elasticidad y flexibilidad. La tela pueden ser de dos tipos: acetato deportivo o jersey deportivo. La anchura varía en función de la rutina y el acróbata. La tela debe tener una medida de mínimo 16mts, ya que para su utilización se duplica de forma pareja, quedando así de 8mts, la que podrá colgarse desde una altura de 6mts, ya que debe sobrar en contacto con el suelo para realizar trucos y llaves que involucre envolver la tela en el cuerpo.
- Elasticidad[7]
  - Telas de baja elasticidad: Son utilizados principalmente por los principiantes que aún no han desarrollado una técnica de escalada adecuada.
  - Telas de elasticidad media: Son la principal elección de acróbatas profesionales y graduados de los programas de formación profesional.
- Ancho: El ancho de la tela es principalmente una opción personal. El espesor de la tela cuando es una relación que se establece por la unidad de medida denier, que mide la densidad lineal de masa de fibras o el espesor total a razón de las técnicas de tejido de telas. En ese sentido: "40 denier" es una opción común. La lista siguiente se aplica a la tela de nylon de 40 denier: 
  - 153 cm de ancho cuando está abierta. Para niños.
  - 180 - 200 cm de ancho cuando está abierta. Para artistas adultos.
  - 250 cm de ancho cuando está abierta. Para adultos con manos muy grandes, o actos especiales.

el ancho de la tela hay que tenerlo en cuenta a la hora del agarre manual, ya que si cuenta el agarre es más difícil la subida, así como cuando se hace llaves de pie, sucede que a menos ancho, más aprieta y es más incómodo, hay que buscar un equilibrio. 
- Longitud: Está en función de la altura del espacio disponible, el espacio requerido es por lo general entre 4 y 9 metros de altura.
  - Para los principiantes, es muy útil que la tela sea más larga que lo necesario para tocar el suelo.
  - Para los usuarios intermedios y superiores, es suficiente si la tela toca el piso.

### Arnés

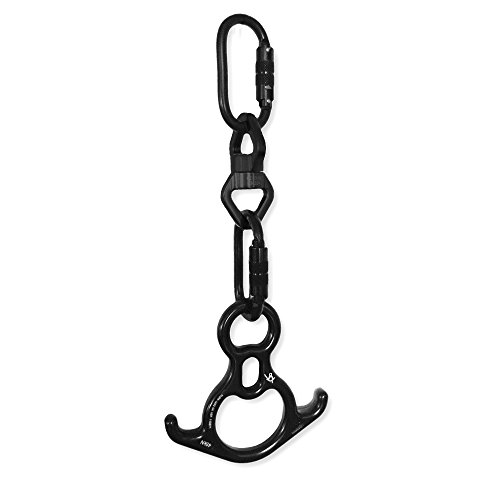
Arnés de 4 puntos. Danza Aérea

A diferencia del arnés tradicional, para la Danza Aérea se suelen utilizar una serie de juegos de metal que dan soporte a la tela, esto con el fin de no colocarla directamente sobre la base del soporte de metal, debido a que, al ser extremadamente delicada, se pueden desgastar con el uso. Existen distintos tipos de arneses, pero el más utilizado es el de 4 puntos de tensión con soporte para la tela, el cual distribuye la tensión y da un soporte a la tela de tal manera que no sufra ningún riesgo, y de esa manera, quienes la practiquen lo hagan de la forma más segura.

### Brea
La brea es un residuo de la pirólisis de un material orgánico o destilación de alquitranes. Como demuestra el experimento de la gota de brea, es líquida a temperatura ambiente, pese a que parece sólida pues tiene una viscosidad muy alta. Está constituida por una mezcla compleja de muchos hidrocarburos de las siguientes clases: hidrocarburos aromáticos policíclicos (HAP) (alquil sustituidos, con el grupo ciclopentadieno, parcialmente hidrogenados, heterosustituidos, con grupos carbonilo, etc.), oligoarilos y ologoarilmetanos, compuestos policíclicos heteroaromáticos (benzólogos de pirrol, furano, tiofeno y piridina). Las breas presentan un amplio intervalo de ablandamiento en vez de una temperatura definida de fusión. Cuando se enfría el fundido las breas solidifican sin cristalización. En danza aérea se utiliza para dar un mayor agarre a la tela.